# Jean-François Brieu
Jean-François Brieu, né en 1951[réf. à confirmer] est maître de conférences à l’IUT Michel de Montaigne, Bordeaux 3.
Il est connu du grand public pour être l'auteur de nombreux ouvrages consacrés aux médias et à différents artistes de la chanson et du cinéma.

## Biographie[2],[3]
Il est diplômé du 3e cycle Sciences de l’information.
Il est chargé d'enseignement : 
- Initiation radio,
- Réécriture des magazines.

Ses centres d'intérêt sont : 
- L’histoire des médias,
- L’histoire des arts populaires et de leurs rapports aux médias,
- Le travail sur le contenu des sites web liés aux médias écrits contemporains.

### Études universitaires[4]
- Jean-François Brieu et André-Jean Tudesq (directeur), L'Image de la radio-télévision dans le quotidien Sud Ouest et dans Sud Ouest Dimanche, 313 pages, Université Bordeaux III : Thèse doctorat 3° cycle (ISIC), 1978
- Gaël Le Dantec, Jean-Jacques Cheval (directeur), Jean-François Brieu (directeur), Cyberjournalisme : contexte et enjeux d'une définition, 122 pages, Université Michel de Montaigne - Bordeaux III (SICA), 2000

### Biographies
- Michel Berger / Quelques mots d'amour - Jean-François Brieu et Éric Didi, Éditions Jean-Claude Lattès, 1997  (ISBN 2-7096-1798-6)
- Barbara - Jean-François Brieu et Éric Didi, Éditions Vade Retro, 1999  (ISBN 2909828689)
- Véronique Sanson, doux dehors, fou dedans - Jean-François Brieu (préface de Véronique Sanson), Éditions Jean-Claude Lattès, 2001  (ISBN 2709620960)
- Jean Gabin, le patriarche - Jean-François Brieu, Éditions Albin Michel, Paris, 2004  (ISBN 2226127178)
- Johnny Hallyday une passion française - Jean-François Brieu, Éditions du Layeur, 2010  (ISBN 978-2915118964)

### Essais
- Jean-François Brieu, 50 ans de scandales à la télé, Éditions Hors Collection, 2001  (ISBN 2258055660)
- Jean-François Brieu et Éric Didi, Johnny en concert : Les scènes de sa vie, Éditions Vade Retro, 2003  (ISBN 2847630031)
- Jean-François Brieu, Éric Didi et Jean-Michel Boris, Olympia 1954-2004, 50 ans de music-hall, Éditions Hors Collection, 2004  (ISBN 2258062349)

### Guides
- Jean-François Brieu, Les Comédies musicales, de Starmania aux Dix commandements, Éditions Hors Collection, 2002  (ISBN 2258058333)

### Collaboration
- Denis Fouquet (préf. Jean-François Brieu), Bordeaux Rock(s), Pantin, Le Castor astral, 2007, 462 p. (ISBN 978-2-85920-690-1, présentation en ligne)